# Intergouvernementalismus
Als Intergouvernementalismus (auch Intergovernmentalismus, von lateinisch inter, „zwischen“, und französisch gouverner, „regieren“) bezeichnet man im Völkerrecht, Europarecht und der Politikwissenschaft das Prinzip der Regierungszusammenarbeit zwischen Staaten innerhalb einer internationalen Organisation. Beispiele hierfür sind die Vereinten Nationen oder teilweise auch die Europäische Union, wo im Bereich der Gemeinsamen Außen- und Sicherheitspolitik das Prinzip der Intergouvernementalität herrscht. Das heißt, die Entscheidungskompetenz verbleibt allein bei den Staaten (was insbesondere ein Einstimmigkeitsprinzip bedingt).

## Völkerrechtliche Bedeutung
In der Lehre des internationalen Rechts bedeutet Intergouvernementalismus, dass Länder zwar gemeinsam Entscheidungen treffen, selbst aber souverän bleiben. Diese intergouvernementale Zusammenarbeit ist typisch für die meisten heutigen Internationalen Organisationen wie z. B. die UNO oder die OSZE.
Antonym zur intergouvernementalen Zusammenarbeit bedeutet der Begriff der Supranationalität, die zu einem Leitbegriff der Europäischen Gemeinschaft geworden ist, völkerrechtlich, dass die in der EG supranational getroffenen Entscheidungen von den EG-Organen autonom getroffen worden und für alle Mitgliedstaaten bindend sind. Dies gilt seit dem Vertrag von Lissabon auch für die Europäische Union. Auch innerhalb der EU gibt es jedoch Bereiche wie die Gemeinsame Außen- und Sicherheitspolitik (GASP), die auf der intergouvernementalen Zusammenarbeit der Regierungen beruhen.

## Intergouvernementale Elemente in der Europäischen Union
Im Rat der Europäischen Union, einem Teil des Institutionendreiecks der EU neben der Kommission und dem Europäischen Parlament, herrscht im Bereich der Außen- und Sicherheitspolitik das Prinzip des Intergouvernementalismus. Nur bei gemeinsamen Aktionen und Standpunkten beschließt der Rat mit qualifizierter Mehrheit. Die Einzelstaaten können jedoch wichtige nationale Gründe geltend machen, so dass der Rat nur noch entscheidet, ob das Anliegen dem Europäischen Rat zur einstimmigen Entscheidung vorgelegt wird (siehe Art. 31 Abs. 2 UAbs. 2 EUV); diese Variante gilt als modifizierte Sonderform des Luxemburger Kompromiss von 1966. Als einstimmig gilt ein Beschluss allerdings auch dann, wenn sich einzelne Mitglieder enthalten. Diese Mitglieder sind nicht gezwungen, die Beschlüsse umzusetzen oder die daraus entstehenden Kosten mitzutragen (konstruktive Enthaltung). Allerdings akzeptiert das sich enthaltende Mitglied, dass der Beschluss für die Union bindend ist und es das Vorgehen der Union im Sinne des Beschlusses nicht behindern darf.
Im Gegensatz dazu steht das Prinzip der Supranationalität, das besagt, dass die in einer Organisation zusammengefassten Staaten zugunsten dieser Organisation Souveränitätsbereiche abgeben; die der Organisation zugehörigen Institutionen können dann für die Einzelstaaten bindende Entscheidungen treffen. So haben die EU-Mitgliedstaaten in vielen Bereichen Kompetenzen an die EU abgetreten und sind an Entscheidungen gebunden, die nach der sogenannten Gemeinschaftsmethode zustande kommen. Bei dieser wirken von den nationalen Regierungen unabhängige EU-Institutionen wie die Europäische Kommission und das Europäische Parlament wesentlich mit. Die Einzelstaaten sind über den Rat der EU zwar ebenfalls an diesen Entscheidungen beteiligt, haben dort aber kein Vetorecht.

## Normative Dimension
Neben der Beschreibung intergouvernementaler Erscheinungsformen und Entscheidungsmechanismen im Institutionensystem der EU bezeichnet die politische Wissenschaft Intergouvernementalismus auch als erstrebenswertes bzw. normatives Ziel einer Denkrichtung im Integrationsprozess der Europäischen Union. Das Idealmodell einer solchen Kompetenzverteilung ist das Europa der Vaterländer. Intergouvernementalismus bedeutet dann die (Forderung nach) Beibehaltung nationalstaatlicher Souveränität in Abgrenzung zur Denkrichtung des Supranationalismus, der für eine Kompetenzausweitung zugunsten supranationaler Institutionen und Organe plädiert.
In der Geschichte der Europäischen Union gab es einflussreiche Vertreter der intergouvernementalistischen Schule, die das politische System des Staatenverbundes entscheidend mitgeprägt haben. So wird die europapolitische Ausrichtung des ehemaligen französischen Staatspräsidenten Charles de Gaulle häufig als Beispiel für intergouvernementale Verhandlungs- und Entscheidungsmechanismen genannt. Frankreich blieb von Juli 1965 bis Januar 1966 wegen seiner entschiedenen Ablehnung der bevorstehenden Einführung der qualifizierten Mehrheit als Abstimmungsmodus von den Sitzungen des Ministerrates fern, der dadurch monatelang beschlussunfähig war. Diese als Politik des leeren Stuhls bezeichnete Taktik des Nichtverhandelns mündete erst nach starker Nutzung der informellen Verhandlungskanäle in den Luxemburger Kompromiss, der ein Einstimmigkeitsprinzip (und damit faktisch ein Vetorecht für jedes Mitgliedsland) vorsah. De Gaulle hatte damit für Frankreich ein Zeichen der Selbstbehauptung von Souveränitätsrechten gesetzt; zuvor war er mit seinen Fouchetplänen 1961/1962 gescheitert.